# Estel matutí doji alcista
Estel matutí doji alcista (en anglès: Bullish Morning Doji Star) és una variant del patró d'espelmes japoneses anomenat Estel matutí alcista, i al seu torn és la confirmació de l'Estrella doji alcista. Igualment que aquesta està format per tres espelmes indicant un possible canvi en la tendència baixista, però amb la variant que la segon espelma és un doji. És un fort senyal de canvi en la tendència baixista que es forma al capdavall de la tendència.

## Criteri de reconeixement
1. Els mateixos que l'Estel matutí alcista però amb la variant del doji

## Explicació
La mateixa que l'Estel matutí alcista

## Factors importants
Els mateixos que l'Estel matutí alcista